# Wilhelm Rust
Wilhelm Rust, född 15 augusti 1822 i Dessau, död 2 maj 1892 i Leipzig, var en tysk musiker. Han var sonson till Friedrich Wilhelm Rust.
Rustt, som var elev till Friedrich Schneider, var först privatlärare hos en ungersk magnat och gjorde då några viktiga musikhistoriska fynd (bland annat Carl Philipp Emanuel Bachs "Klavierschule"). År 1849 flyttade han som musiklärare till Berlin, där han 1861 blev organist vid St.-Lukas-Kirche, 1862 dirigent för Bachverein, 1864 kunglig musikdirektör, 1868 filosofie hedersdoktor i Marburg samt 1870 lärare i musikteori och komposition vid Julius Sterns musikkonservatorium. År 1878 kallades han till organist vid Thomaskyrkan och konservatorielärare i Leipzig samt 1880 till Ernst Friedrich Richters efterträdare som kantor vid Thomasskolan. Sistnämnda anställning vann han på grund av sin medverkan vid Bachsällskapets utgivande av Johann Sebastian Bachs verk, som han ensam under ett årtionde ombesörjde.